# دابل دراغون 2:ذا ريفينج (إن إي إس)
دابل دراغون 2:ذا ريفينج (بالإنجليزية: Double Dragon II: The Revenge)‏ (باليابانية: ダブルドラゴンII ザ・リベンジ)، هي الجزء الأول من سلسلة دابل دراغون والتي طورها تكنوس جابان اليابانية سنة 1988م، وصدرت لنظامي نينتندو إنترتينمنت سيستم وبي سي إنجن، نزلت في السوق سنة 1989م.